# Ilonka Petruschka

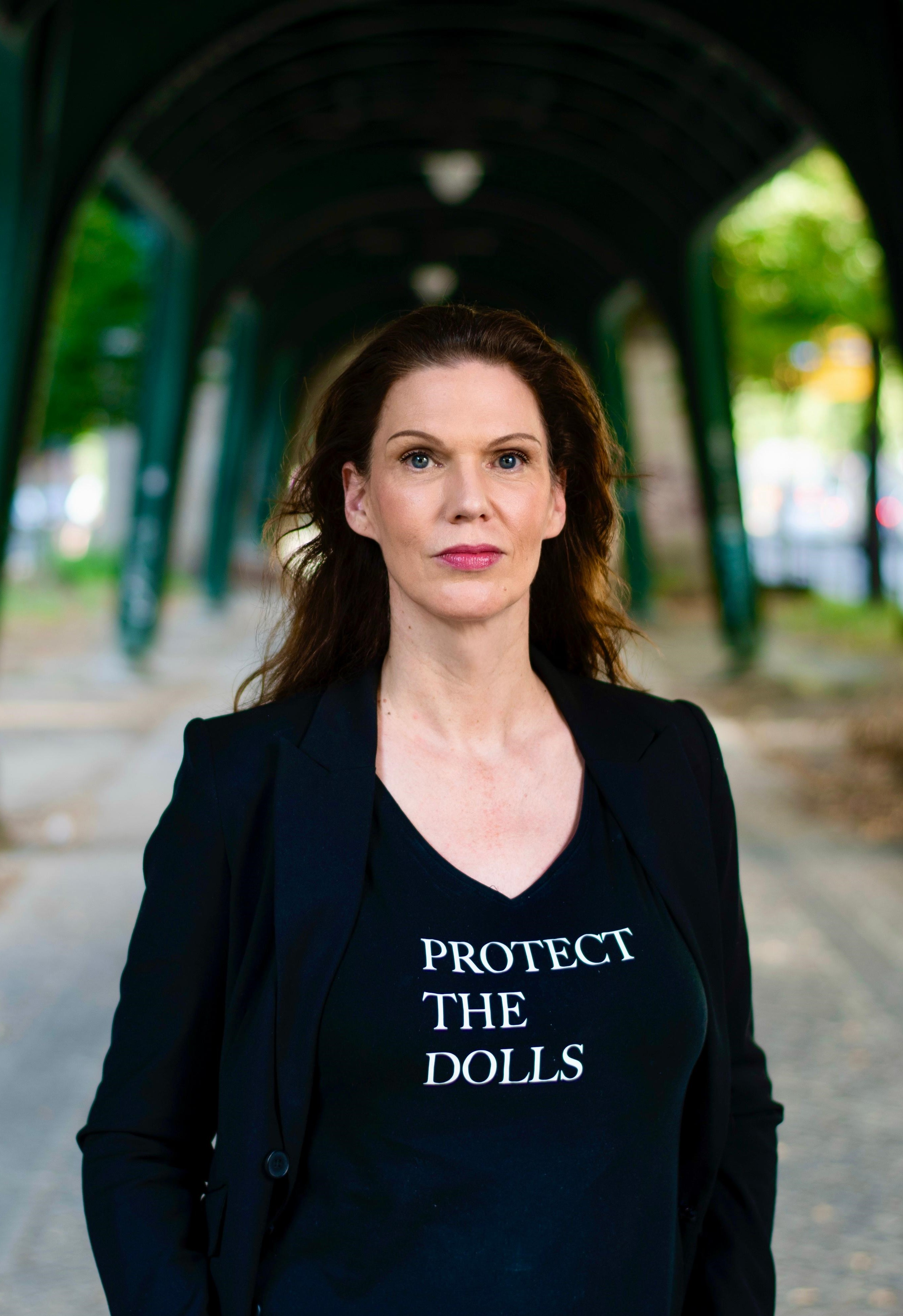
Ilonka Petruschka

Ilonka Petruschka (* 27. Februar 1973 in Berlin) ist eine deutsche Schauspielerin und Sprecherin.

## Leben
Ilonka Petruschka wuchs in Berlin auf. Kurz nach ihrer Zeit im Cabaret La Cage begann sie 1990 mit einer Hormonersatztherapie und unterzog sich 1991 einer geschlechtsangleichenden Operation in London. Die anschließende Personenstandsänderung musste sie sich mit 18 Jahren vor dem Bundesverfassungsgericht erklagen, da das damalige Transsexuellengesetz dies ursprünglich erst ab 21 Jahren erlaubte.
Im Jahre 2019 hatte sie ihr Fernsehdebüt im ARD/ORF-Landkrimi Steirerkreuz, sie spielte die Prostituierte Amanda. Als Mitglied der „Polyrealisten“ war sie von 2019 bis 2020 Teil des Projekts Geschlechtergerechtigkeiten an der Schaubühne Berlin.
Es folgten weitere Rollen, unter anderem als Kaja Johansen in der Krimireihe Der Kommissar und der See - Narrenfreiheit, im Drama A Hunger Artist, das 2023 für den Max Ophüls Preis nominiert wurde und in der Jubiläumsfolge von Kroymann - Ist die noch gut?.
Als Sprecherin war sie unter anderem 2020 in der Audible-Produktion Der Moment (Staffel 5, Episode 11) tätig, in der sie eine Transaktivistin sprach.
Neben der Schauspielerei ist sie auch als trans Consultant tätig und berät Filmschaffende hinter der Kamera, zuletzt für die Serie Luden.

## Theater (Auswahl)
- 1987: Strapsharry (Dream Boys Lachbühne)
- 1989: La Cage (Cabaret)
- 2012–2013: Camp (Theater im Keller)
- 2015: Call of Salomé (Bayerische Staatsoper)
- 2019–2020: Geschlechtergerechtigkeiten (Schaubühne Berlin)

## Filmografie (Auswahl)
- 2019: Landkrimi: Steirerkreuz (Fernsehreihe)
- 2020: Männerbunker (Kurzfilm)
- 2021: A Hunger Artist (Kurzfilm)
- 2022: Keep it real (Kurzfilm)
- 2022: Wrong – Unzensiert (TV-Serie)
- 2022: Hinter den Farben / Behind the Colors (Dokumentarfilm)
- 2023: Der Kommissar und der See – Narrenfreiheit (Fernsehreihe)
- 2024: Kroymann (Satiresendung, Ist die noch gut?)